# John George Lambton
John George Lambton (London, 1792. április 12. – Cowes, Wight-sziget, 1840. június 18.) Durham első grófja, angol államférfi.

## Életrajza
Etonban és Cambridge-ben tanult. 1813-ban bejutott az alsóházba, szónoki tehetsége révén nemsokára ismert lett. 1821. április 17-én nevezetes reformtervet nyújtott be, a szavazási jog kiterjesztését és a hároméves parlamenti ülésszak behozatalát sürgette. A George Canning kabinetjének feloszlatásakor (1828) báróvá és a felsőház tagjává nevezték ki, a Wellesly–Peel-féle tory kormány bukása után (1830) pedig mint titkos pecsétőr, apósának, Grey grófnak kabinetjébe lépett. Nagy része volt az 1831. és 1832. évi törvényjavaslat keresztülvitelében, de amikor látta, hogy Grey a toryk felé kezd hajlani, kivált a miniszteriumból (1833). Ekkor a királyné Lambton vikomtjává és Durham grófjává tette. A következő éveket Párizsban és Szentpétervárott töltötte a diplomáciai pályán, majd 1838-ban, a kanadai zavargások idejében az összes észak-amerikai brit gyarmat főkormányzójává, altengernaggyá és majdnem diktátori hatalommal felruházott főkapitánnyá nevezték ki. Intézkedéseivel sikerült Kanadát lecsillapítania és a békét helyreállítania. A lázadókkal együttműködőket, egyetértésben a kanadaiakból alakított tanáccsal, Bermuda szigetére száműzte. Emiatt azonban a tory párt hevesen támadta, Lord Brougham – Lord Durham személyes ellensége – 1838. augusztus 7-én javaslatot terjesztett a felsőház elé, melyet a többség elfogadott és melynek alapján azután a gyenge minisztérium Lambton intézkedését hatályon kívül helyezte. Lambton emiatt lemondott állásáról és 1838. november 30-án visszatért Angliába. Kanada lakói Brougham képét elégették és számtalan feliratban őszinte sajnálatukat fejezték ki Lambton távozása miatt. Lambton eljárásának védelmére emlékiratot szerkesztett, melyben gyarmatpolitikáját is kifejtette. Halála után a kormány az általa ajánlott reformot nemcsak Kanadában, hanem tulajdonképpen az összes brit gyarmaton életbe léptette.